# Lesznai Lajos
Lesznai Lajos (Budapest, 1904. december 6. – Budapest, 1977. november 17.) zeneesztéta, zenetörténész, a zenetudományok kandidátusa (1971), eszperantista.

## Élete
Zeneszerzést 1925 és 1929 között Laurisin Miklósnál tanult. 1925-ben bekapcsolódott a magyar munkásmozgalomba, 1928-ban tagja lett a Kommunisták Magyarországi Pártjának. Azóta megszakítatlan kapcsolata volt a kommunista párttal. Az 1930-as években többször börtönbüntetésre ítélték és internálták. Ezekben az években írta Zene és társadalom című zenetudományi tanulmányát, amelynek kézirata elveszett. A börtönben filozófiát és esztétikát tanulmányozott.
A második világháború után belépett a Szikra Könyvkiadó szerkesztőségébe, lektorként dolgozott 1945-től 1948-ig, majd a Honvédelmi Minisztériumba került. 1952-től a Zeneműkiadó lektoraként dolgozott, s egy ideig a Népszavában zenekritikusként. 1956-tól 1962-ben bekövetkezett nyugdíjazásáig a Népművészeti Intézetben előadója volt.
1961-ben jelent meg Bartókról szóló könyve, előbb Lipcsében, majd bővített szöveggel Londonban is. 1945 óta számos zenei tárgyú cikket, tanulmányt publikált, népszerűsítő előadásokat tartott Magyarországon és külföldön. Tagja volt az Eszperantó Szövetségnek, és 1968-ban a madridi eszperantó világkongresszuson a magyar népdalról tartott előadást. Cikkei jelentek meg az Új Zenei Szemlében, a Magyar Zenében, a Parlandóban, a Studia Musicologicában.

## Főbb művei
- Mozart élete (Budapest, 1956)
- Az olasz és francia barokk zene. Európa zenéje (Budapest, 1961)
- Mozart és Beethoven. Európa zenéje (Budapest, 1962)
- Auf den Spuren einer ungarischen Intonation in den Werken von Johannes Brahms (Berlin, 1971)
- Bartók (Lipcse, 1961; London, 1973)

## Díjai, elismerései
- Munka Érdemrend ezüst fokozata (1964)
- Munka Érdemrend arany fokozata (1974)
- Szocialista Hazáért Érdemérem